# Henryk Petrich
Henryk Petrich est un boxeur polonais né le 10 janvier 1959 à Łódź.

## Carrière
Sa carrière amateur est principalement marquée par une médaille de bronze remportée aux Jeux olympiques de Séoul en 1988 en poids mi-lourds.

### Jeux olympiques
- Médaille de bronze en -81 kg aux Jeux de 1988 à Séoul